# Ludolf Wienbarg
Ludolf Wienbarg (* 25 décembre 1802 à Altona, † 2 janvier 1872 à Schleswig) est un auteur et journaliste allemand considéré comme théoricien du mouvement littéraire de la Jeune Allemagne.

## Biographie
Fils de forgeron, Ludolf Wienbarg est né le 25 décembre 1802 à Altona, un quartier de Hambourg. Il commence des études de théologie à Kiel en 1822, où il participe aux activités des Burschenschaft. Il devient ensuite précepteur à Lauenburg dans le Schleswig-Holstein. Début 1829, il se voit attribuer le grade de docteur pour sa thèse en philosophie à l'université de Marbourg, mais il n'obtient le financement pour faire imprimer son travail qu'à la fin de l'année. Il commence à écrire des articles de presse à Hambourg, mais après quelques mois il trouve à nouveau une place de précepteur, cette fois en Hollande, où il écrit son premier ouvrage Holland in den Jahren 1831-32. En 1833, il devient professeur à l'université de Kiel. C'est en 1834 qu'il publie son œuvre la plus connue Ästhetische Feldzüge, dem jungen Deutschland gewidmet, qui a inspiré de nombreux auteurs de la Jeune Allemagne. Toutes ses publications sont interdites en 1835, en même temps que celles des autres auteurs du mouvement littéraire de la Jeune Allemagne. Il rejoint Hambourg en 1836 où il reprend ses activités de journaliste et critique. Il participe à la première guerre de Schleswig. Des suites d'une maladie, il meurt en 1872 à Schleswig.

## Théoricien du mouvement littéraire de la Jeune Allemagne
Ludolf Wienbarg est considéré comme théoricien du mouvement littéraire de la Jeune Allemagne, car son texte Ästhetische Feldzüge, dem jungen Deutschland gewidmet, publié en 1834, a inspiré d'autres auteurs contemporains qui se revendiquèrent eux-mêmes "jeunes allemands", notamment Karl Gutzkow, Theodor Mundt et Heinrich Laube. 

## Œuvres
- Paganini's Leben und Charakter nach Schottky (de). Hamburg: Hoffmann u. Campe 1830. (publié sous le pseudonyme Ludolf Vineta.) Digitalisat
- Holland in den Jahren 1831 und 1832. 2 Bde. Hamburg: Hoffmann u. Campe 1833 (Digitalisat)
- Aesthetische Feldzüge. Dem jungen Deutschland gewidmet. Hamburg: Hoffmann u. Campe 1834.
- Soll die plattdeutsche Sprache gepflegt oder ausgerottet werden? Gegen Ersteres und für Letzteres beantwortet. Hamburg: Hoffmann u. Campe 1834. Digitalisat
- Menzel und die junge Literatur. Programm zur deutschen Revue. Mannheim: Löwenthal 1835. (Digitalisat)
- Zur neuesten Literatur. Mannheim: Löwenthal 1835. (Digitalisat)
- Wanderungen durch den Thierkreis. Hamburg: Hoffmann u. Campe 1835; Reprint: Frankfurt a. M. 1973.
- Tagebuch von Helgoland. Hamburg: Hoffmann u. Campe, 1838. Digitalisat
- Die Dramatiker der Jetztzeit. Heft 1. Altona: Aue 1839. Digitalisat
- Die Volks-Versammlung zu Nortorf am 14ten September 1846. Hamburg: Hoffmann u. Campe 1846.
- Der dänische Fehdehandschuh. Aufgenommen von L. W. Hamburg: Hoffmann u. Campe 1846.
- Darstellungen aus den schleswig-holsteinischen Feldzügen. 2 Bde. Kiel: Schröder 1851–1852.
- Das Geheimniß des Wortes. Hamburg: Aue 1852.
- Die plattdeutsche Popagande [sic] und ihre Apostel. Hamburg: Hoffmann u. Campe 1860. (publié sous le pseudonyme Freimund)
- Geschichte Schleswigs. 2 Bde. Hamburg: Meissner 1861–1862.
- Ästhetische Feldzüge. Hg. von Walter Dietze. Textredaktion: Jürgen Jahn. Berlin u. Weimar: Aufbau-Verl. 1964. [Réimpression avec orthographe et ponctuation révisées. Préface et commentaires de W. Dietze.]
- Nach Helgoland und anderswohin. Gedanken auf Reisen. Hg. u. m. einem Nachw. v. Alfred Estermann. Nördlingen: Greno 1987